# Trophée Adolph Rupp
Le trophée Adolph F. Rupp (Adolph Rupp Trophy) est une récompense annuelle remise au meilleur joueur universitaire de Division I de basket-ball. Il est considéré comme l'un des trophées les plus prestigieux du basket-ball universitaire. Le lauréat de ce trophée est sélectionné par un panel composé de journalistes, d'entraîneurs et de dirigeants. Le trophée est remis chaque année lors du Final Four.
Le trophée Adolph F. Rupp Trophy est décerné par le « Commonwealth Athletic Club of Kentucky »,une organisation à but non lucratif dont la mission première est d'honorer la mémoire de l'entraîneur de l'Université du Kentucky Adolph Rupp.
Le lauréat du trophée en 2007, Kevin Durant (Université du Texas) fut le premier freshman de l'histoire à remporter ce titre.

## Palmarès
- 1972 — Bill Walton, UCLA
- 1973 — Bill Walton, UCLA
- 1974 — Bill Walton, UCLA
- 1975 — David Thompson, NC State
- 1976 — Scott May, Indiana
- 1977 — Marques Johnson, UCLA
- 1978 — Butch Lee, Marquette
- 1979 — Larry Bird, Indiana State
- 1980 — Mark Aguirre, DePaul
- 1981 — Ralph Sampson, Virginia
- 1982 — Ralph Sampson, Virginia
- 1983 — Ralph Sampson, Virginia
- 1984 — Michael Jordan, North Carolina
- 1985 — Patrick Ewing, Georgetown
- 1986 — Walter Berry, St. John's
- 1987 — David Robinson, Navy
- 1988 — Hersey Hawkins, Bradley
- 1989 — Sean Elliott, Arizona
- 1990 — Lionel Simmons, La Salle
- 1991 — Shaquille O'Neal, LSU
- 1992 — Christian Laettner, Duke
- 1993 — Calbert Cheaney, Indiana
- 1994 — Glenn Robinson, Purdue
- 1995 — Joe Smith, Maryland
- 1996 — Marcus Camby, UMass
- 1997 — Tim Duncan, Wake Forest
- 1998 — Antawn Jamison, North Carolina
- 1999 — Elton Brand, Duke
- 2000 — Kenyon Martin, Cincinnati
- 2001 — Shane Battier, Duke
- 2002 — Jay Williams, Duke
- 2003 — David West, Xavier
- 2004 — Jameer Nelson, Saint Joseph's
- 2005 — J. J. Redick, Duke
- 2006 — J. J. Redick, Duke
- 2007 — Kevin Durant, Texas
- 2008 — Tyler Hansbrough, North Carolina
- 2009 — Blake Griffin, Oklahoma
- 2010 — John Wall, Kentucky
- 2011 — Jimmer Fredette, BYU
- 2012 — Anthony Davis, Kentucky
- 2013 — Victor Oladipo, Indiana
- 2014 — Doug McDermott, Creighton
- 2015 — Frank Kaminsky, Wisconsin